# باميلا كونستابل
باميلا كونستابل (بالإنجليزية: Pamela Constable)‏ هي صحفية أمريكية، ولدت في 1952.